# ماندارین اورینتال
والدورف آستوریا لاس وگاس (به انگلیسی: Waldorf Astoria Las Vegas) - سابقاً ماندارین اورینتال - نام یک هتل معروف در شهر لاس وگاس در آمریکا است.
این هتل نیز از دیگر هتلهایی است که در سیتی سنتر لاس وگاس واقع شده و کازینو ندارد.
معماری آن پست مدرن بوده و در طراحی آن عناصر معماری شرقی و معماری مدرن به چشم می‌خورد. این هتل ۵۰ طبقه دارد و دومین ساختمان بلند مرکز شهر است.
زمین آن در گذشته متعلق به هتل کازینوی بوردواک (به انگلیسی: Boardwalk Hotel and Casino) بوده‌است که پیش از شروع عملیات توسعه سیتی سنتر لاس وگاس، تخریب شد تا این هتل جایگزین آن شود.

## نگارخانه

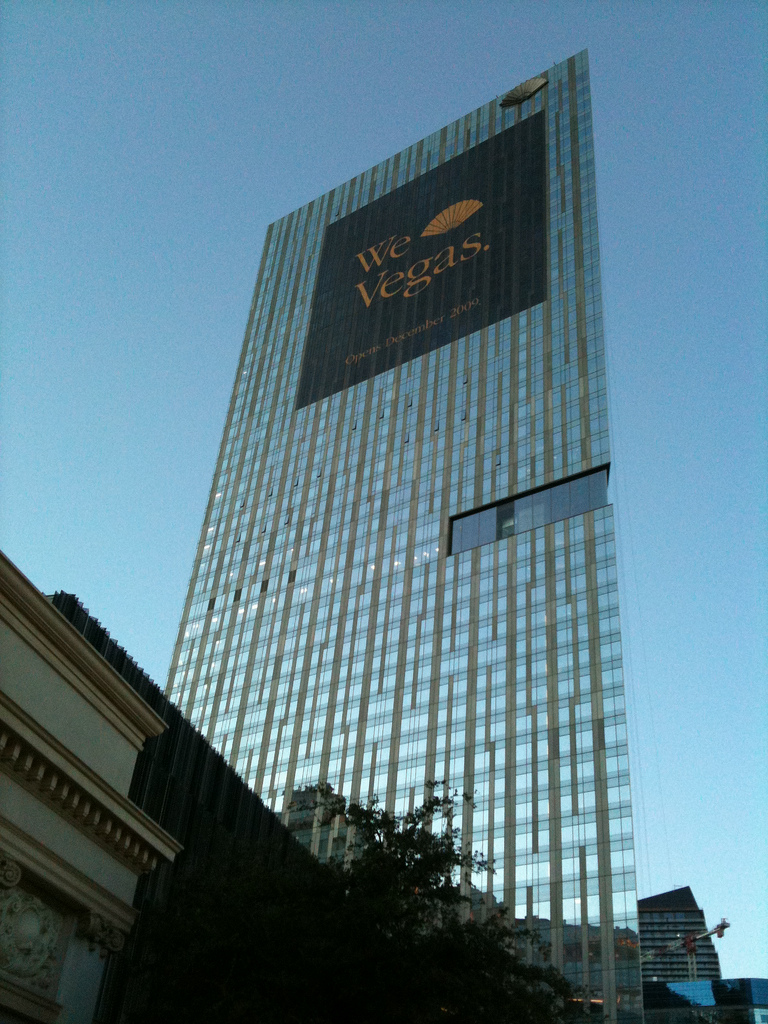
Just before the grand opening in November 2009
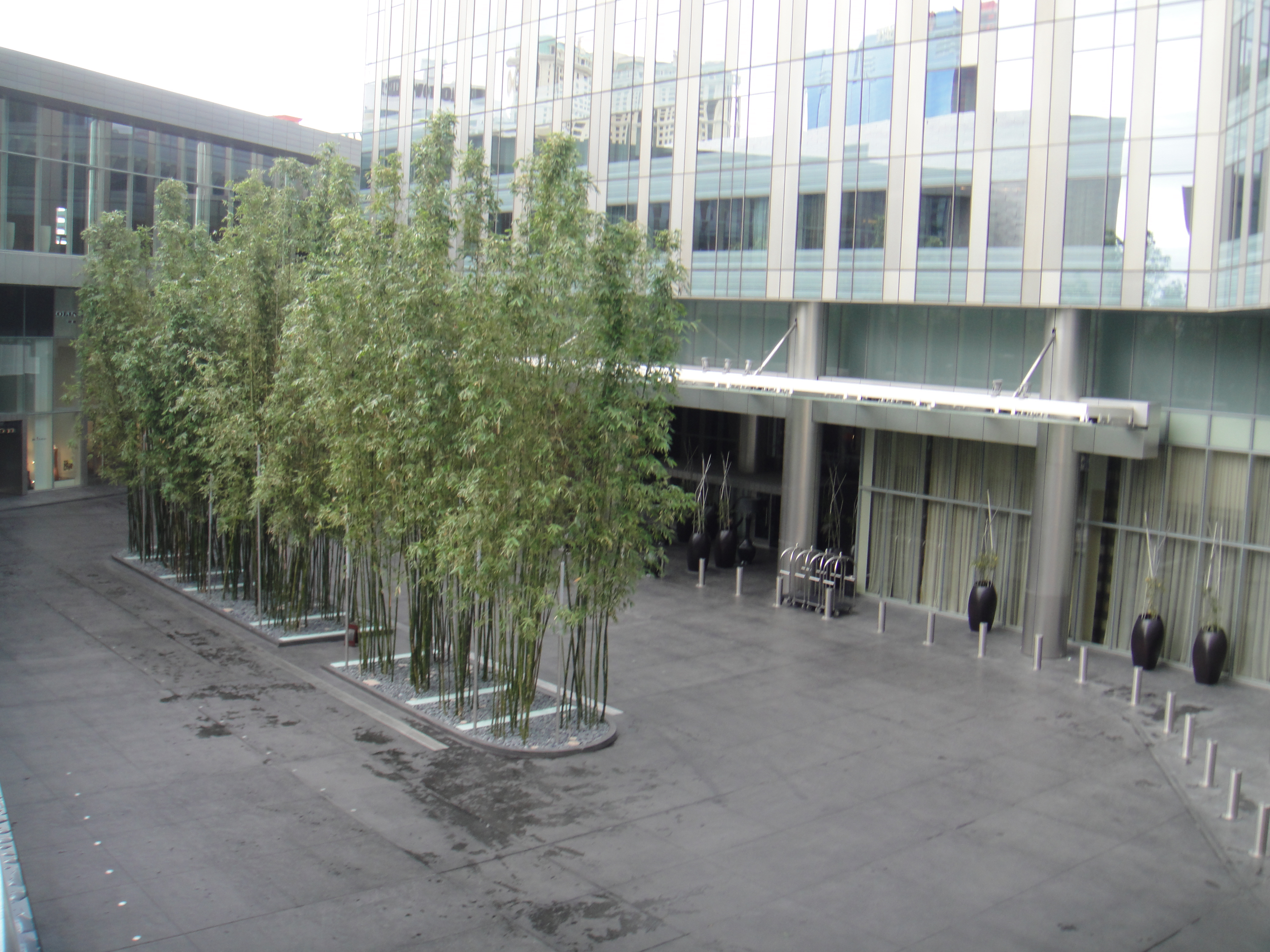
Photo of the main porte-cochere entry
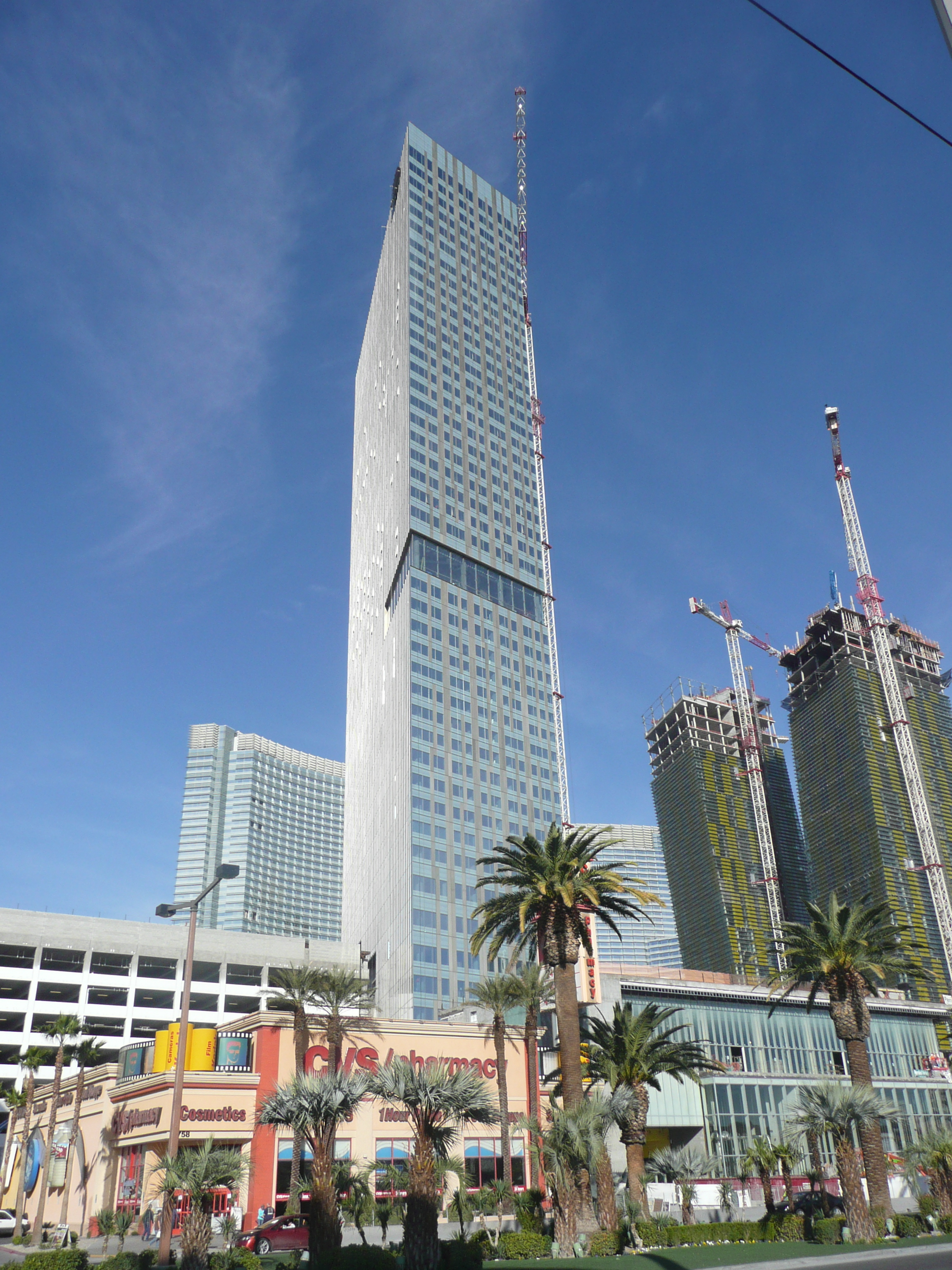
Construction progress in February 2009
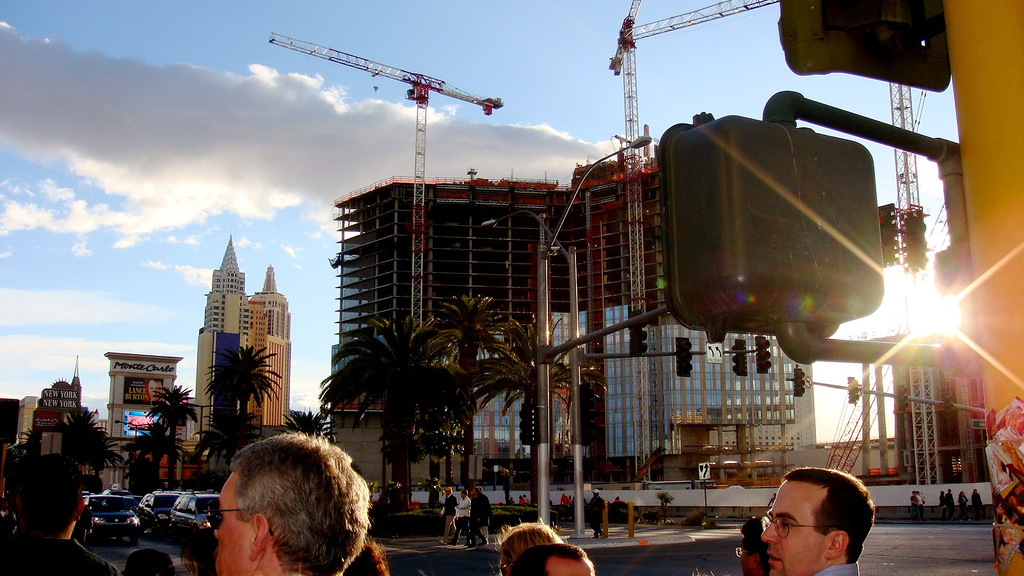
Construction progress in January 2008
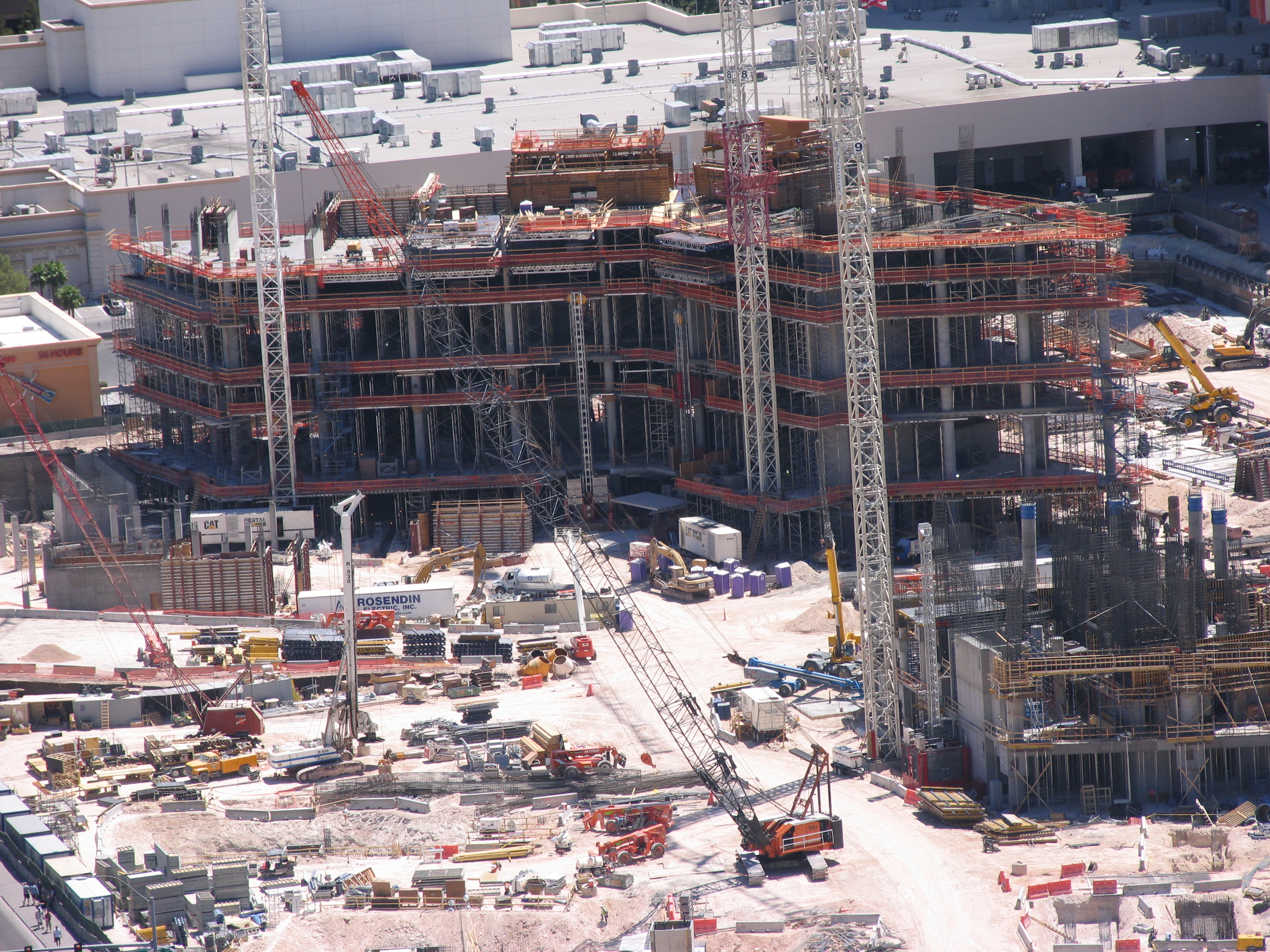
Construction progress in June 2007
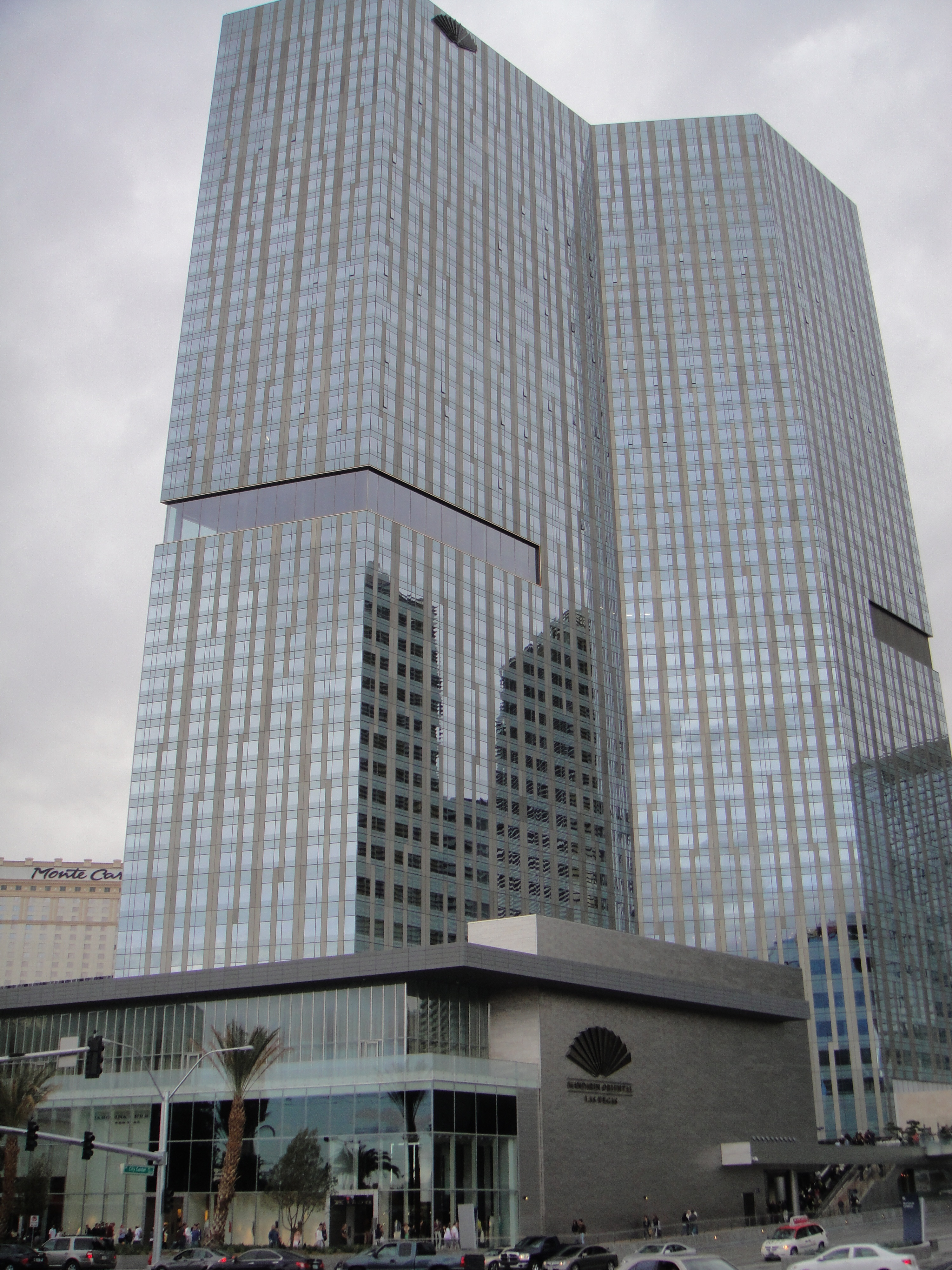